# Перетиноин
Перетиноин  (МНН) (называемый также NIK-333) является пероральным ациклическим ретиноидом со структурой, подобной витамину А, обладающий противоопухолевым и химиопревентивным свойствами. В предварительных клинических испытаниях этот препарат, разработанный компанией Kowa (Aichi, Japan), значительно уменьшал частоту посттерапевтического рецидива гепатоцеллюлярной карциномы и улучшал выживаемость пациентов. Поэтому он разрешен в качестве лекарственного средства в Европейском союзе при лечении гепатоцеллюлярной карциномы. Этот эффект очевидно связан со способностью этого препарата удалять злокачественные клоны до того, как они распространятся и дадут начало клинически обнаруживаемым опухолям, тем самым предотвращая появление метастазов
В опытах на крысах было обнаружено, что он предотвращает канцерогенез в печени путем избирательного уничтожения овальных клеток. Подавление канцерогенеза в печени связано с активацией аутофагии и апоптозом клеток гепатоцеллюлярной карциномы путем модификации и инактивации транскрипционного фактора Sp1, что приводит к подавлению сфингозинкиназы 1, ответственной за выработку сфингозин-1-фосфата — мощного липидного метаболита, необходимого для прогрессирования рака